# Kevin De Bruyne
Kevin De Bruyne (Drongen, 28. lipnja 1991.) je belgijski nogometaš, koji trenutačno igra za Napoli i belgijsku nogometnu reprezentaciju kao napadački vezni.

## Klupska karijera
De Bruyne je profesionalnu nogometnu karijeru započeo u K.R.C. Genk. S Genkom je osvojio prvenstvo Belgije u sezoni 2010./11. U siječnju 2012. De Bruyne je prešao u engleski nogometni klub Chelsea. Nakon osam mjeseci je poslan u njemački Werder Bremen na posudbu. Nakon povratka u Chelsea, De Bruyne je ozlijedio koljeno tijekom prvog gola za Engleze u prijateljskoj utakmici. Ipak je uspio službeno debitirati u prvoj utakmici sezone u Premier ligi protiv Hull Cityja. Dvije godine nakon transfera u Chelsea, Belgijac je potpisao ugovor s VfL Wolfsburgom za 18 milijuna funti. Desetak dana kasnije je debitirao u porazu protiv Hannovera 96. Za 2015. godinu je proglašen za najboljeg njemačkog nogometaša godine. Engleski klub Manchester City je 30. kolovoza 2015. objavio vijest da je De Bruyne potpisao šestogodišnji ugovor s klubom The Citizens za 55 milijuna funti. De Bruyne je tako postao drugi najskuplji plaćeni igrač u britanskoj nogometnoj povijesti, nakon transfera Ángel Di Maríje u Manchester United u 2014. Debitirao je za momčad iz Manchestera u ligaškoj utakmici protiv Crystal Palacea u rujnu 2015., kao zamjena za ozlijeđenog Sergia Agüera u 25. minuti. Osam dana nakon debija, De Bruyne je zabio prvi pogodak za Manchester City protiv West Ham Uniteda.

## Reprezentativna karijera
De Bruyne je igrao za tri mlade reprezentacije Belgije. Debitirao je za belgijsku nogometnu reprezentaciju u prijateljskoj utakmici protiv Finske u Turkuu, 11. kolovoza 2010. godine. Belgija je izgubila tu utakmicu s 1:0. De Bruyne je bio regularni član belgijske reprezentacije za vrijeme kvalifikacija za Svjetsko prvenstvo u 2014. Tijekom ovih kvalifikacija, De Bruyne je zabio četiri pogotka i tako se Belgija prvi put plasirala nakon dvanaest godina na veliko natjecanje. U svibnju 2014. De Bruyne je se našao na popisu belgijske reprezentacije za Svjetsko prvenstvo u Brazilu. Belgijski nogometni izbornik objavio je u svibnju 2016. popis za nastup na Europskom prvenstvu u Francuskoj, na kojem je se nalazio De Bruyne. Belgija je se u četvrtfinale s porazom od Walesa oprostila od Europskog prvenstva u Francuskoj.

## Vanjske poveznice
- (nizoz.) Nieuwsblad Profile
- (engl.) Kevin De Bruyne  Arhivirana inačica izvorne stranice od 5. rujna 2015. (Wayback Machine) – FIFA competition record
- (engl.) Kevin De Bruyne na Soccerway  Arhivirana inačica izvorne stranice od 13. rujna 2016. (Wayback Machine)
- (engl.) Kevin De Bruyne na Soccerbase
- (engl.) Kevin De Bruyne na National-Football-Teams.com
- (engl.) Kevin De Bruyne[neaktivna poveznica] na ESPN FC
- (nizoz.) Belgium Stats